# Oligonychus mactus
Oligonychus mactus är en spindeldjursart som beskrevs av Tseng 1990. Oligonychus mactus ingår i släktet Oligonychus och familjen Tetranychidae. Inga underarter finns listade i Catalogue of Life.